# Partito Comunista Operaio di Germania
Il Partito Comunista Operaio di Germania (in tedesco Kommunistische Arbeiterpartei Deutschlands, lett. Partito Comunista dei Lavoratori di Germania, KAPD) è stato un partito politico della Repubblica di Weimar fondato nell'aprile del 1920 dai membri della sinistra del Partito Comunista di Germania (KPD).

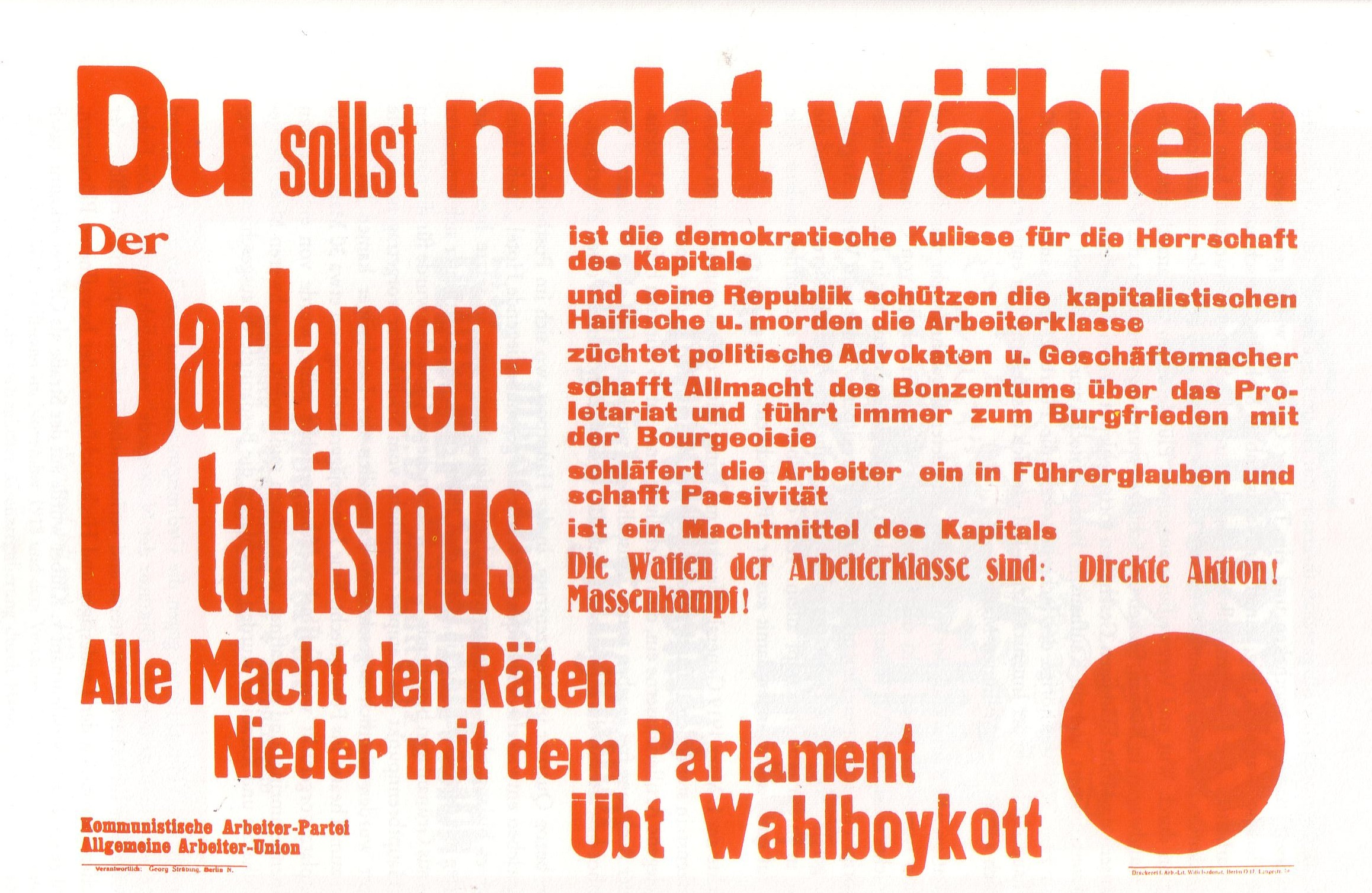
Poster pubblicato dal KAPD / AAUD nel 1919

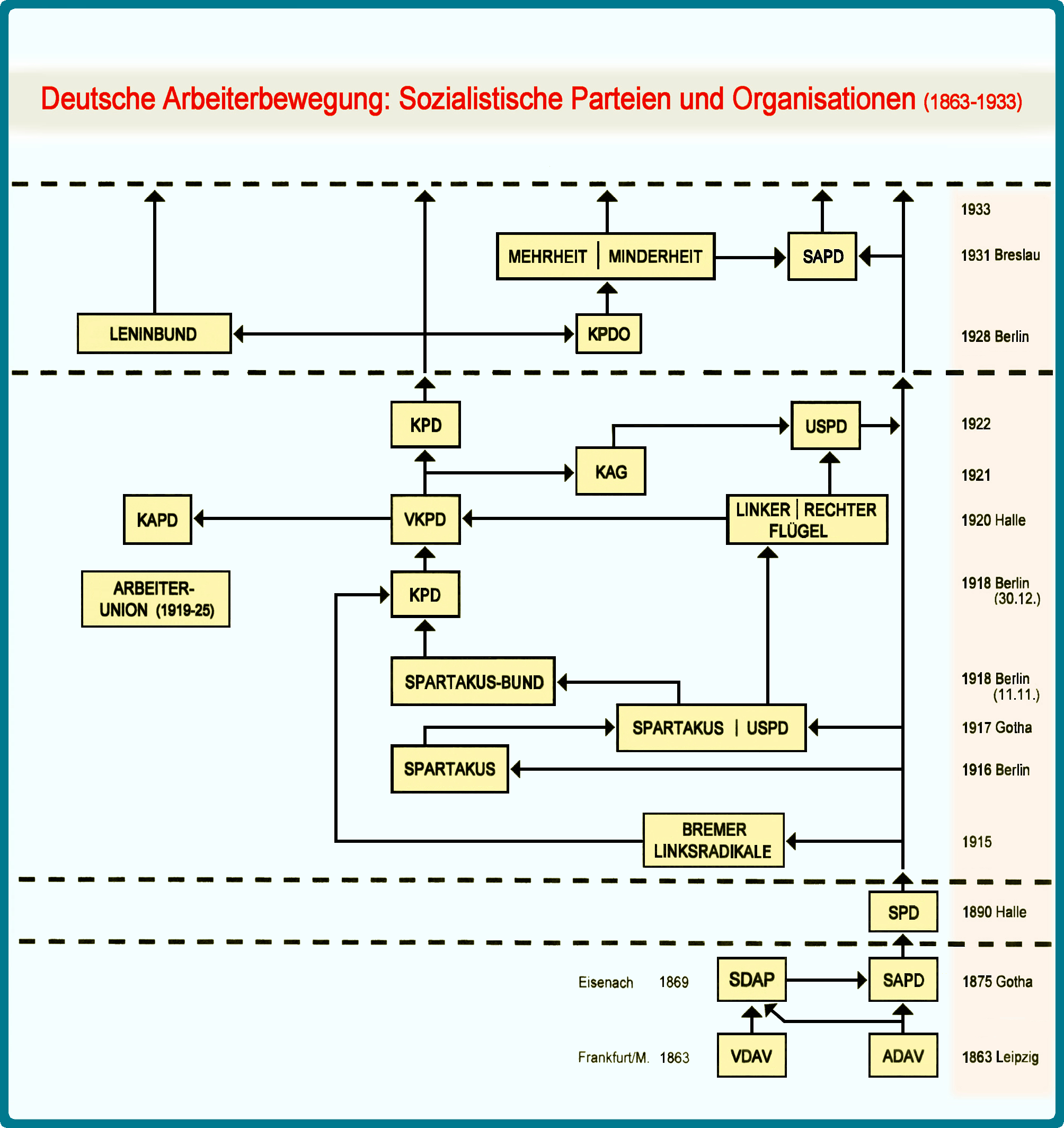
Relazioni e derivazioni nello sviluppo della sinistra tedesca. Nell'organigramma della foto sembra che sia KPD che KAPD derivino entrambi dal VKPD e siano quindi due strutture emanate parallelamente dallo stesso partito. In realtà non fu così: dal momento che il nome del KPD fu per 2 anni VKPD, il KAPD risulta essere nato dalla scissione del KPD in alto Mehrheit significa maggioranza e Minderheit significa minoranza, Leninbund è una frazione di seguaci di Grigorij Evseevič Zinov'ev e di Lev Trockij; KPOD è il nome assunto dal KPD nel 1927/28 e SAPD è il Partito Socialista Tedesco dei Lavoratori; scendendo verso il basso il KPD è il Partito Comunista Tedesco, il KAG è il Collettivo comunista di lavoro; di sotto linker/rechter Flügel, cioè alla sinistra e destra dell'USPD, da cui a sinistra fuoriesce il VKPD che altro non è che il KPD

Il KAPD nacque dalla corrente messa in minoranza all'interno del KPD nel congresso di Heidelberg del 20-23 ottobre 1919. Il KPD nel periodo era guidato da Paul Levi.
Principale obiettivo del KAPD era l'immediata eliminazione della democrazia borghese e la costituzione di un dittatura del proletariato, con un modello diverso da quello dello Stato sovietico. Il KAPD rifiutava, a differenza del KPD, in particolare un concetto difeso da Lenin, il cosiddetto "centralismo democratico" e rifiutava la partecipazione alle elezioni nonché ai sindacati dominati dai riformisti. Un ruolo importante per la KAPD è stato svolto dal teorico comunista olandese Anton Pannekoek e Herman Gorter, che ha modellato sul KAPD il neerlandese KAPN, anche se l'importanza del suo partito non è confrontabile come adesioni a quelle raggiunte dal KAPD in Germania. Fondamentale per la fondazione della KAPD è stato il Putsch di Kapp. Tale avvenimento aveva dimostrato che la rinuncia alla lotta rivoluzionaria non faceva che far rialzare la testa al movimento reazionario. Inoltre la posizione del KPD nei confronti dello sciopero generale da cui l'accordo di Bielefeld era stata indecisa e vista come una rinuncia alla lotta rivoluzionaria.
Il 24 marzo del 1920 vi è il disarmo dell'Armata Rossa Ruhr la cui milizia in massima parte dipendeva dalla frangia che formerà il futuro KAPD e tutto questo insieme di fatti porta alla formalizzazione di una nuova organizzazione politica, il Partito Comunista Operaio di Germania.
Una prima stima porta ad un'adesione al KAPD di 800.000 membri del KPD, punto forza del nuovo partito è il rifiuto del parlamentarismo in quanto inconciliabile con la lotta rivoluzionaria contro la borghesia.
Roccaforti del partito sono state Berlino, Amburgo, Brema e Ostsachsen, dove una gran parte dell'organizzazione del KPD confluisce nel neonato partito. Il partito ha lavorato nel periodo successivo a stretto contatto con il AAUD. Nel mese di agosto 1920 vengono espulsi i due principali esponenti del gruppo di Amburgo, Heinrich Laufenberg e Fritz Wolffheim, tra i fondatori del partito, a causa del loro orientamento nazionalbolscevico. Nel mese di ottobre 1920 fu espulso anche Otto Rühle, altro membro fondatore. Connessa al KAPD vi è l'organizzazione sindacale AAUD che subirà una scissione da cui nascerà alla fine del 1921 a Rühle l'Unione Generale dei Lavoratori, AAUE, ad opera di Franz Pfemfert e Oskar Kanehl.
Dopo il 1921, quando il KAPD aveva ancora oltre 43 000 membri ma diviso in due dirigenze nel 1922 in Berlino da Alexander Schwab, ad Essen da Arthur Goldstein, Bernhard Reichenbach e Karl Schröder.
La creazione di una Internazionale Comunista dei Lavoratori (KAI), nel 1922 da parte della direzione KAPD di Essen, non fu condivisa dalla direzione di Berlino in quanto ritenuta troppo in anticipo sui tempi della rivoluzione. In questa organizzazione confluiscono i gruppi di Herman Gorter nei Paesi Bassi, di Sylvia Pankhurst in Gran Bretagna e di altri gruppi in Belgio, Bulgaria, mentre ci furono meno adesioni da parte dei sovietici, tale organizzazione sopravvisse fino al 1925 e negli anni 1926/1927 le due direzioni di Berlino ed Essen si riunificano.
L'avvento del nazionalsocialismo porterà il KAPD ad esser una delle forze che si organizzano militarmente contro il regime hitleriano nella Resistenza tedesca, al suo fianco si schiereranno proprio alcuni esponenti dei Freikorps come il notissimo Josef Römer in una situazione che ricorda un po' la scissione degli Arditi con la conseguente formazione degli Arditi del Popolo. Si ricordano fra le formazioni antifasciste del KAPD i combattenti Rossi e la Unione Comunista dei Consigli nella zona di Brunswick, altre squadre antifasciste del KAPD furono attive nella Ruhr, a Lipsia (dove vi fu anche una struttura per la stampa e propaganda antifascista), a Königsberg e in Lituania a Klaipėda.
Membri del KAPD sono stati gli scrittori Franz Jung e Adamo Scharrer, l'artista Heinrich Vogeler, il fotografo Giovanni Graudenz, il leader della guerriglia armata comunista del 1920/21 Max Hoelz e Karl Plattner, Fritz Rasch, Paul Mattick. I giovani fratelli Harry Dyck e Fritz Dyck di Königsberg, morti nel 1920 nella prigione del tribunale di Goldap in circostanze inspiegabili.